# Prêmio Whitehead Sênior
O Prêmio Whitehead Sênior (em inglês:  Senior Whitehead Prize) da London Mathematical Society (LMS) é atualmente concedido em anos ímpares, em memória de John Henry Constantine Whitehead, presidente da LMS no período 1953 — 1955. O prêmio é concedido a matemáticos normalmente residentes no Reino Unido em 1 de janeiro do ano relevante. Os critérios de seleção incluem trabalho, influência e/ou serviços à matemática. Laureados com outros prêmios ou medalhas de elevado grau da LMS não são elegíveis para nomeação.

## Laureados
- 1974 Frank Adams
- 1976 Charles Wall
- 1978 Ioan James
- 1980 David George Kendall
- 1982 Christopher Zeeman
- 1984 John Trevor Stuart
- 1987 Robert Alexander Rankin
- 1989 L.E. Fraenkel
- 1991 William Bernard Raymond Lickorish
- 1993 Bryan John Birch
- 1995 Colin Bushnell
- 1997 John Coates
- 1999 M.J.D. Powell
- 2001 D.W. Moore
- 2003 Peter Michael Neumann
- 2005 Keith Moffatt
- 2007 Béla Bollobás
- 2009 Vladimir Maz'ya
- 2011 Jonathan Pila
- 2013  Frances Kirwan
- 2015 Robert MacKay
- 2017 Peter Cameron[1]